# John Couch Adams
John Couch Adams (Lidcot, 5 giugno 1819 – Cambridge, 21 gennaio 1892) è stato un matematico britannico.
È principalmente noto per avere ipotizzato l'esistenza di Nettuno usando puramente calcoli matematici. I calcoli cercavano di spiegare le discrepanze tra l'orbita di Urano e le leggi del moto dei pianeti elaborate da Keplero e Newton. Contemporaneamente a John Couch Adams, gli stessi calcoli venivano eseguiti da Urbain Le Verrier, l'uno all'insaputa dell'altro. Le Verrier aiutò Johann Galle a localizzare il pianeta nel settembre 1846: il pianeta venne trovato a meno di 1 grado dalla posizione prevista, all'interno della costellazione dell'Aquario.
Morì nel 1892 ed è stato sepolto presso il Ascension Parish Burial Ground di Cambridge.
L'asteroide 1996 Adams è dedicato al John Couch Adams.